# اورلی سامپتیو
اورلی سامپتیو (انگلیسی: Aurélie Samptiaux؛ زادهٔ ۱۲ ژانویهٔ ۱۹۸۱) بازیکن فوتبال اهل فرانسه است.